# Matek Oázis
A Matek Oázis általános- és középiskolás diákok otthoni matematika tanulását, felzárkózását, felvételi és érettségi vizsga felkészülést segítő internetes oktatási portál. A tanítás narrációval ellátott interaktív oktató programmal történik, amit kérdezz-felek lehetőség egészít ki. Magyarország egyik legelsőként (2007) megjelent online matematika távoktatási portálja. 2020-ban szülői közösségi ajánlással és az Edisonplatform szakmai zsűri szűrése alapján felkerült a  legjobb 100 innovatív és jövőbarát, gyerekeket fejlesztő magyar kezdeményezés közé, az Edison100 listára.

## Módszertana
A számítógépes környezet komfortos, élményalapú tanulási körülményeket biztosít, és önálló tanulást tesz lehetővé. A program fontos eleme a pozitív tanulási attitűd kialakítása sikerélményeken keresztül. A magyarázatok közben kis gondolati lépésenként kérdéseket kap a tanuló. Azonnali visszajelzés érkezik a válaszra, amivel egyrészt jó irányba terelődik a gondolkodása, másrészt sikerélményeket gyűjt. Ez motiválja és helyreállítja az önbizalmát.
Az interaktív módszer hatékonyságát támasztja alá Racsmány Mihály (BME) és munkacsoportjának tudományos kutatása, amely megállapítja, hogy a rendszeres visszakérdezés ("teszteléses tanulás") a hosszú távú és megalapozott ismeretek elsajátításának leghatékonyabb módja.
Az idegen nyelv tanításhoz  Gyarmathy Éva által is népszerűsített újszerű tanuláspszichológiai módszert alkalmazza az oktató program, melynek alapja a hangos ismétlés, ahogy a kisgyermek tanulja az anyanyelvét. Ezt egészíti ki a tükörfordítással együtt látott és így ismételt szöveg, valamint minden egyes leckénél a nyelvtani magyarázat és gyakorlás.

## Tantárgyak

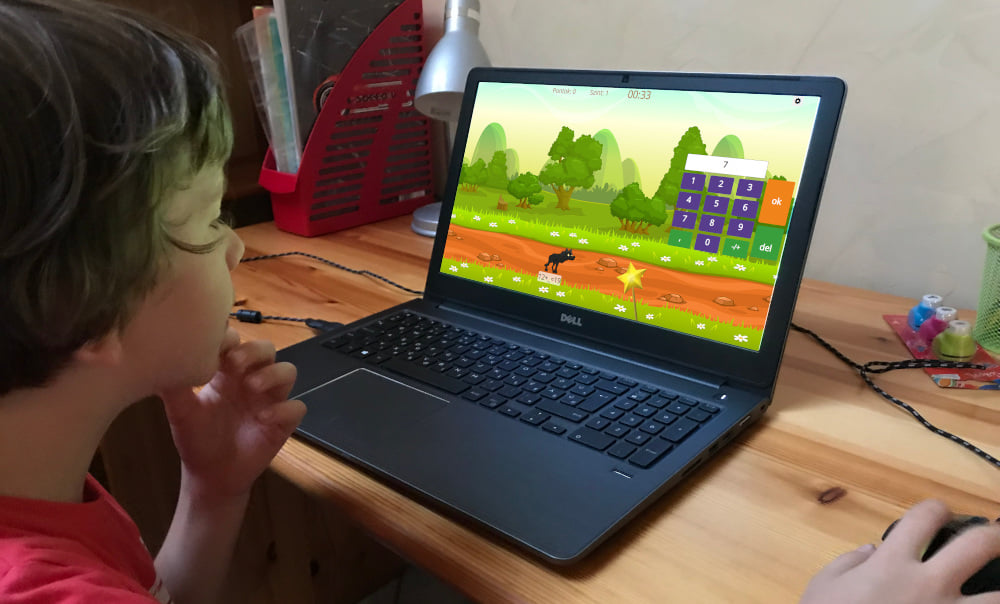
Kisiskolás Matek Oázis játékkal játszik

A teljes tartalom eléréséhez előfizetés szükséges. A következő tantárgyak elérhetők a honlapon (2022. március):
- Matematika 1-12. osztály (középszint)
- Iskola-előkészítő matematikából (2023. augusztustól)
- Emelt szintű matematika 11-12. osztály, emelt szintű érettségi felkészítés (2022. januártól)
- "Pótold a hiányosságaidat" 2-12. osztály (Az előző években tanult legfontosabb matematika tananyagrészek gyors átismétlése, amelyekre az adott évfolyam tananyaga építkezik.)
- Matematika felvételi felkészítés (négy-, hat- és nyolcosztályos gimnáziumba)
- Középszintű matematika érettségi felkészítés
- Analízis - (határérték-számítás, deriválás és integrálás az emelt szintű és egyetemi matematikához)
- Fizika 7-8. osztály
- Kémia 9.-osztály
- Angol nyelv (kezdő és középszint az iskolai tanulás kiegészítésére)
- Horvát nyelv: középszint
- Történelem: 11-12. osztály (érettségi felkészítés)
- Matek készségfejlesztő játékok
- Iskola előkészítő óvodai matek (2023. szeptembertől)

## Ingyenes szolgáltatásai
A Hét Legnépszerűbb Videója című heti sorozat összegyűjtve tartalmazza egy héten keresztül az előző hétvége legnépszerűbb előfizetői Matek Oázis tananyagait. 

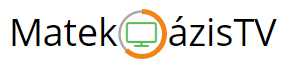
A MatekOázisTV logója

A MatekOázisTV a digitális távoktatás támogatására létrehozott szolgáltatás volt. A tantervhez igazodva egy 4 hétre előre meghatározott műsorújság szerint ingyenesen elérhetővé tette az előfizetői Matek Oázis tananyagokat. A Matek Oázis TV-t 2021. június 19-én kivezették.[forrás?]
A Matek Oázis Tanári Klub A közoktatásban aktívan tanító matematika tanárok, tanítók és fejlesztő pedagógusok támogatására létrehozott felhasználói kör. A klub legfontosabb szolgáltatása a klubtagok felé az Ingyenes Tanári Hozzáférés, amivel szabadon használhatják az összes matematika magyarázó tananyagot tanórai felkészüléshez, vagy a tanórákon. A klubnak 4400 pedagógus tagja van (2022. március).

## Története

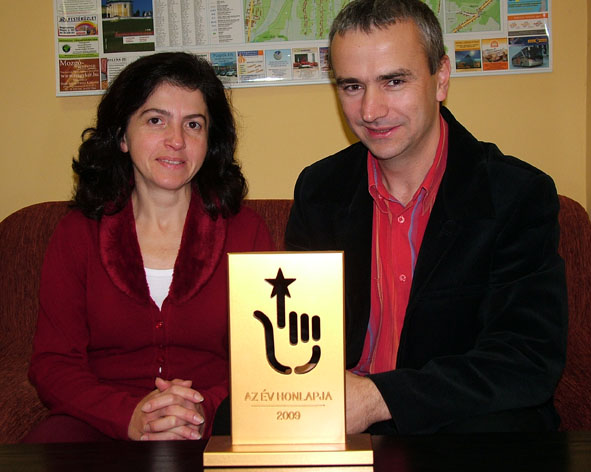
A Matek Oázist alapító házaspár (Baloghné Békési Beáta és Balogh András) a 2009-ben elnyert ÉV HONLAPJA díjjal.

2007-ben a középszintű matematika érettségi felkészítő kurzus tananyagaival indult a szolgáltatás a matekerettsegi.hu weboldalon, amely 2022. augusztusban beolvadt a matekmindeniknek.hu weboldala.
2008-ban elindult 11. osztálytól kezdve lefelé fokozatosan az alsóbb évfolyamok tananyaginak készítése, egyre bővülő csapattal. Az újabb tananyagok az új matekmindenkinek.hu weboldalon jelentek meg.
2009-től már korlátolt felelősségű társasági formában folytatta a csapat a tevékenységet. Egyértelművé vált, hogy a nagyobb diákok nehézségei részben az első-második osztályban szerzett hiányosságokra vezethetők vissza, ezért a kiterjesztés a kisiskolás matek felkészítésre is fokozatosan megtörtént és 2020-ra fejeződött be. A kiegészítések, játékok készítése, emelt szintű bővítés, felújítások továbbra is folyamatos munkát adnak a csapatnak.[forrás?]
Szaktanárok bevonásával elkészült néhány más tantárgy tananyaga is (történelem, fizika, kémia)[forrás?]
A nyelvoktatási módszertant egy horvát-magyar határ menti együttműködés pályázati felhívás hatására fejlesztették ki (2012). A horvát nyelvi oktatócsomag után később alkalmazták az angol nyelvtanításban is (2020).[forrás?]

## Díjai, minősítései
- 2009 – Év honlapja[11]

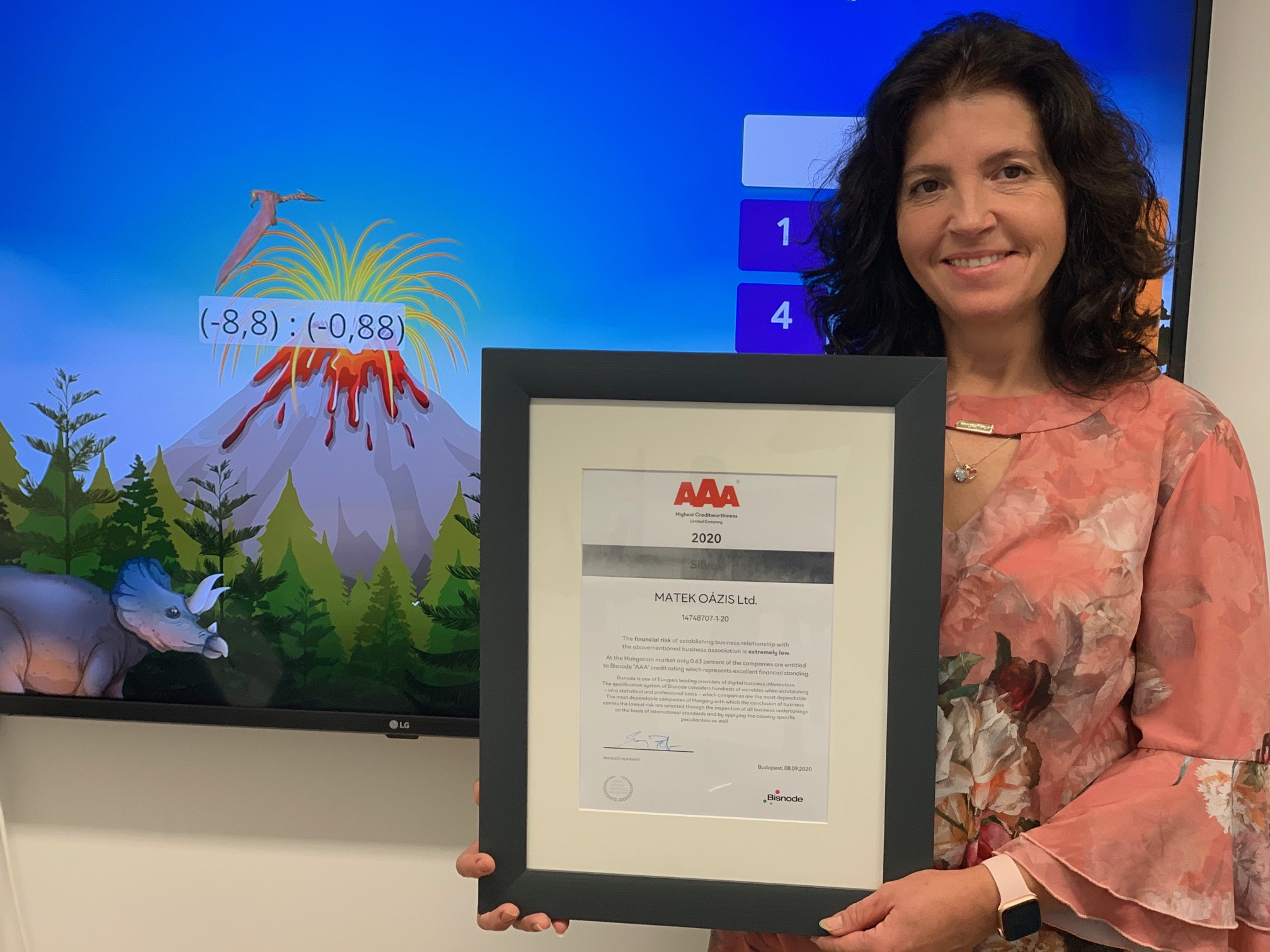
Baloghné Békési Beáta (alapító, oktatási vezető) a Bisnode AAA silver elismerő oklevelet tartja a kezében (2020)

- 2010 – eFesztivál, Kiváló magyar tartalom
- 2010 – Felhasználóbarát honlap
- 2014 – Év honlapja, Minőségi díj[12]
- 2018 - Bisnode AA minősítés (megbízható cég)
- 2019 – Bisnode AAA
- 2020 – Bisnode AAA Silver
- 2020 – Opten A minősítés
- 2021 – Bisnode AAA Silver
- 2022 – Dun&Bradstreet AAA Gold
- 2023 – Dun&Bradstreet AAA Gold[13]